# Korisni idiot
Korisni idiot ili korisna budala (engleski Useful idiot) je izraz, u pravilu pogrdni, kojim se u političkom žargonu označava ličnost koja propagira stavove ili interese skupine ili ideologije koju u potpunosti ne shvaća, i koja je u tom smislu cinično iskorištena u propagandne svrhe.
Izraz je u uporabu ušao nakon drugog svjetskog rata kako bi se opisalo ugledne zapadne intelektualce koji su imali blagonakloni odnos prema staljinističkom Sovjetskom Savezu i komunističkoj ideologiji. Kasnije se počeo rabiti za slične primjere vezane uz slične "problematične" ili subverzivne ideologije. Tako su se, na primjer, pacifistički protivnici rata u Iraku i kritičari rata protiv terorizma nazivali "korisnim idiotima" u službi Sadama Huseina i/li Al-Kaide.
Stvaranje izraza se tradicionalno pripisuje sovjetskom boljševičkom vođi Lenjinu, iako nije pronađena nijedan izvor u kojem ga je eksplicitno rabio.